# Endotoxemia
La endotoxemia es la presencia de endotoxinas en el torrente sanguíneo. Pero con mayor frecuencia el término se utiliza para referirse a las manifestaciones clínicas asociadas por una exagerada reacción inflamatoria. En sus consecuencias fisiopatológicas, la respuesta inmune innata a los lipopolisacáridos es similar a la respuesta a otros estímulos, por ejemplo, una gran infección bacteriana, una infección viral o un trauma grave. 
El término síndrome de respuesta inflamatoria sistémica fue introducido para describir un proceso inflamatorio sistémico general independiente de una causa. La sepsis se define como una respuesta inflamatoria sistémica a la infección, y el shock séptico como hipotensión inducida por la sepsis, que persiste a pesar de una adecuada resucitación con fluidos, junto con la presencia de anormalidades por hipoperfusión o disfunción orgánica. 
Según estas definiciones, el diagnóstico de sepsis requiere la documentación de una infección por medio de un cultivo, además de dos o más de los siguientes hallazgos: hipo o hipertermia, taquicardia, taquipnea o hipocapnia, leucocitosis, leucopenia o un aumento en la proporción de formas inmaduras de los leucocitos. El fallo orgánico es una secuela común del shock séptico o endotóxico, y el término de síndrome de disfunción orgánica múltiple describe la insuficiencia de dos o más órganos, según lo evidenciado por los cambios clínicos o clinicopatológicos. En los caballos se debe incluir la lámina de los pies en la lista de órganos susceptibles a la insuficiencia.

## Endotoxemia en caballos
Su naturaleza como componente estructural de la pared celular, la presencia de endotoxinas implica la existencia de bacterias gramnegativas como un origen del cuadro. Dependiendo de la naturaleza de la enfermedad subyacente, estas bacterias pueden circular en el torrente sanguíneo en su forma intacta: bacteriemia, estar confinadas a un proceso infeccioso localizado, o ser parte de una colonización de la flora bacteriana endógena del tracto gastrointestinal.
En cualquiera de estas situaciones, las moléculas de endotoxinas son liberadas como un subproducto metabólico del crecimiento bacteriano y ante la muerte de un gran número de células bacterianas. Las condiciones infecciosas comunes asociadas con la endotoxemia en los caballos incluyen la sepsis neonatal con gramnegativos, la neumonía y la pleuroneumonía bacterianas, la peritonitis y la colitis infecciosa con bacterias como Salmonella spp, que no son parte de la flora intestinal normal. Por ejemplo, en un estudio se detectaron endotoxinas en el plasma del 50% de los potrillos evaluados por una sepsis.
El término translocación describe la entrada de bacterias y productos bacterianos endógenos desde el tracto gastrointestinal hacia los tejidos y la circulación sistémica. La flora intestinal natural de los caballos consiste, principalmente, en bacterias anaerobias gramnegativas y de esta manera, es normal que existan grandes cantidades de endotoxinas en la luz del tracto intestinal del caballo. Aun en estado de salud, hay pequeñas cantidades de endotoxinas que cruzan la barrera mucosa intacta y alcanzan la circulación portal el hígado. Estas moléculas son eliminadas, sin embargo, por el sistema fagocítico mononuclear en el hígado y solo conducen a una activación localizada y restringida del sistema inmune del huésped. 
Para que la translocación de endotoxinas se vuelva peligrosa, deben cruzar la barrera intestinal excesivas cantidades y así superar al sistema fagocítico mononuclear, o por otro lado, la capacidad del hígado para destoxificar lipopolisacáridos debe estar comprometida. Esto último puede ser importante en condiciones tales como hepatitis, colangiohepatitis o derivaciones portosistémicas.
La permeabilidad de la barrera mucosa intestinal aumenta, con frecuencia, en casos de enfermedades gastrointestinales agudas. Los pacientes con cólico son los principales candidatos para el desarrollo de la endotoxemia, y las endotoxinas plasmáticas se detectan en el 10 al 40% de los pacientes con cólico en el momento de la admisión. Se evaluó un porcentaje más alto de caballos positivos a las endotoxinas cuando los animales eran presentados para intervenciones quirúrgicas.
Además de la rotura gastrointestinal, se pensó que el aumento de la permeabilidad a las bacterias intactas o a moléculas libres de endotoxinas estaba asociado con una mayor frecuencia de lesiones isquémicas tales como obstrucción por estrangulación e infarto intestinal, grave inflamación como en el caso de la enteritis proximal y colitis, sobrecrecimiento bacteriano acidosis intraluminal, que se produce con La sobrecarga de grano.
Aunque seguramente sea el factor más importante en los caballos, hay otras alteraciones aparte de las enfermedades gastrointestinales que pueden llevar a la translocación de endotoxinas y bacterias. En estudios experimentales que utilizan animales de laboratorio, se demostró la entrada de bacterias asociadas con el intestino al sistema linfático después de la presentación de un shock hipovolémico, quemaduras, trauma, malnutrición e inanición.
Además, las endotoxinas por sí mismas causaron la translocación bacteriana hacia los linfonódulos mesentéricos después de la administración intraperitoneal a ratones. Hay que tener presente la posibilidad de la translocación cuando se evalúan casos de presunto síndrome de respuesta inflamatoria sistémica en caballos en los cuales no se puede demostrar una infección bacteriana o una enfermedad gastrointestinal. La translocación de endotoxinas también puede asociarse al ejercicio extenuante, lo cual da lugar a una disminución del flujo sanguíneo esplácnico, hipoxemia y a una elevación de la temperatura corporal.
- Datos: Q5832599
- Multimedia: Endotoxemia / Q5832599